# Pauline Gower

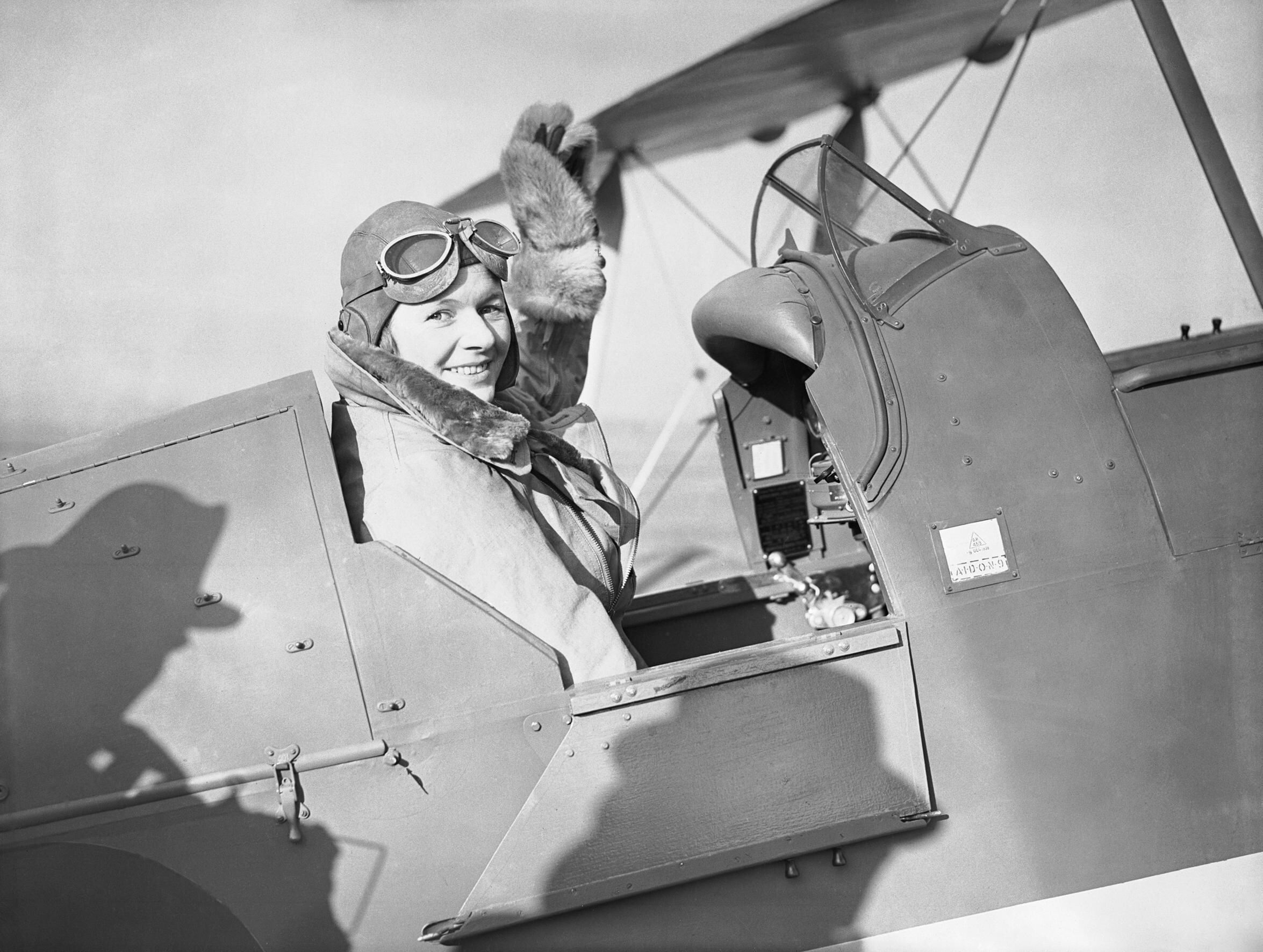
Kommandantin Pauline Gower, die vor einem Lieferflug am 10. Januar 1940 aus dem Cockpit einer de Havilland Tiger Moth in Hatfield, Hertfordshire, winkt

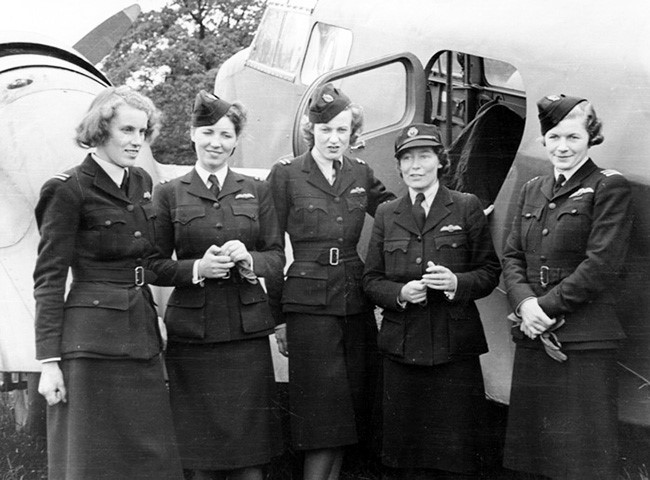
5 Fliegerinnen: Lettice Curtis, Jenny Broad, Audrey Sale Barker, Gabrielle Patterson und Pauline Gower

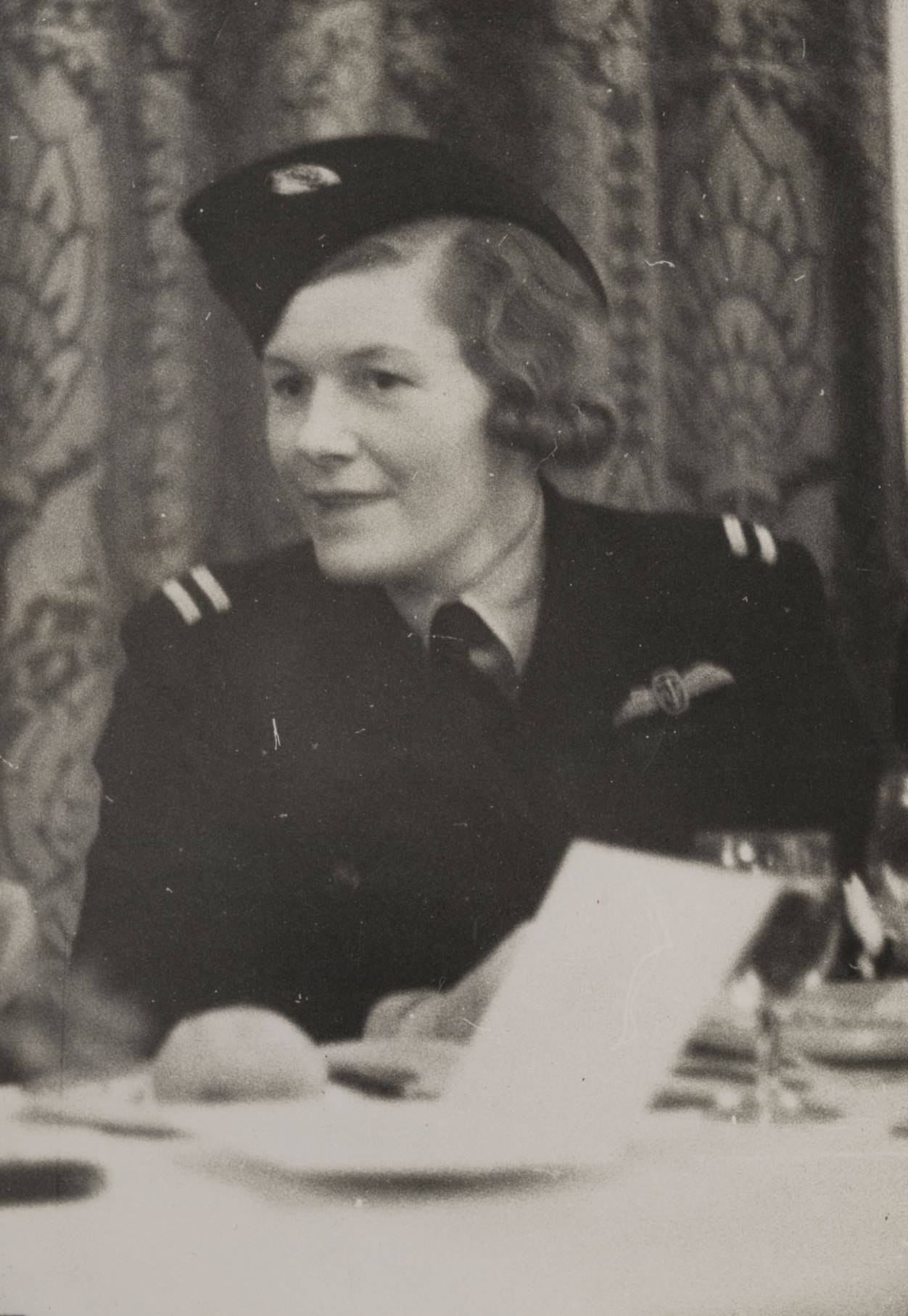
Pauline Gower, aufgenommen beim Abendessen der Women’s Engineering Society Awards

Pauline Mary de Peauly Gower (* 22. Juli 1910 in Tonbridge, England; † 2. März 1947 in Royal Tunbridge Wells, England) war eine britische Pilotin und Schriftstellerin. Sie gründete während des Zweiten Weltkriegs die Frauenabteilung des Lufttransporthilfswerks.

## Leben und Werk
Gower wurde als jüngste Tochter des Abgeordneten Sir Robert Gower und dessen Frau Dorothy Susie Eleanor (geb. Wills) geboren und erhielt ihre Schulausbildung an der Beechwood Sacred Heart School. Sie erwarb 1930 ihre A-Lizenz (Privatpilot) und im folgenden Jahr erhielt sie nach dem Unterricht im Londoner Flugzeugclub Stag Lane ihre B-Lizenz (Berufspilot). Als lizenzierte Pilotin wollte sie unbedingt nach Indien fliegen, aber ihr Vater erlaubte es nicht und überreichte ihr zum 21. Geburtstag ein Zweisitzer-Flugzeug mit Cirrus-III-Motor. Sie traf Dorothy Spicer im London Aeroplane Club auf dem Stag Lane Aerodrome und sie wurden Freunde. 1931 gründete sie mit ihr einen Lufttaxidienst in Kent. Um die britischen Krankenhäuser zu unterstützen, veranstalteten sie 1932 Flugvorführungen in 200 Städten. Sie traten 1932 der Luftfahrtabteilung der Women’s Engineering Society bei. 1935 gründeten sie die Charterflugfirma Airtrips. 1936 erhielt Gower als erste Frau die Navigator-Lizenz der zweiten Klasse des Luftfahrtministeriums und war als Chefpilotin in Tom Campbell Black’s Air Display tätig. 1938 wurde sie bei der Civil Air Guard zur Zivilschutzkommissarin in London ernannt. Als eine erfahrene Berufspilotin mit mehr als 2000 Flugstunden setzte sie sich stark für die Ausbildung von Frauen zu Pilotinnen ein. Bei Ausbruch des Zweiten Weltkriegs nutzte sie ihre hochrangigen Verbindungen, um die Einrichtung einer Frauenabteilung im neuen Air Transport Auxiliary (ATA) zu erwirken. Sie wurde zur Leiterin der Frauenabteilung ernannt und begann mit der Auswahl und Prüfung von Pilotinnen. Sie bildete 1939 acht Pilotinnen aus, die 1940 von der ATA ernannt wurden. Die so genannten „First Eight“ waren erfahrene Pilotinnen mit jeweils über 600 Flugstunden und zugelassene Fluglehrerinnen. 1943 erreichte sie eine Lohngleichheit mit männlichen Piloten, da zuvor nur 80 % des Männerlohns bezahlt wurde.
Sie veröffentlichte als Autorin und schrieb für Girls Own Paper und Chatterbox sowie eine Gedichtsammlung mit dem Titel: Piffling Poems for Pilots. Sie war die Inspiration für die weibliche Fliegerin Worralls, die William Earl Johns in einer Reihe seiner Bücher beschrieb. 1943 wurde ihr der Titel MBE (Member of the British Empire) für ihre Verdienste verliehen. Sie wurde Vorstandsmitglied der British Overseas Airways Corporation, der ersten Frau, die in eine solche Position berufen wurde. 1950 erhielt sie posthum einen Harmon Trophy Award. 2008 erhielten die fünfzehn überlebenden weiblichen Mitglieder der ATA (und 100 überlebende männliche Piloten) eine Sonderauszeichnung von Premierminister Gordon Brown.
1945 heiratete sie Wing Commander William Cusack Fahie. Sie starb 1947, kurz nachdem sie Zwillinge zur Welt gebracht hatte.

## Veröffentlichungen (Auswahl)
- 1934: Piffling Poems for Pilots. London, Ingpen & Grant.
- 1938: Women with Wings. London, John Long.